# Dança das tesouras
A dança das tesouras, dança de gala, é uma dança indígena originária da região chanka do Peru, cujo acompanhamento musical é feito por violino e harpa, e que posteriormente foi difundida pelas regiões de Huancavelica, Ayacucho e Apurímac. Em Apurímac a dança é chamada Saqras, em Ayacucho é designada danzaq, e em Huancavelica ao dançarino chama-se Gala.

## Importância cultural
A "Dança das Tesouras" tem sido tradicionalmente interpretada pelos habitantes dos povos e comunidades quíchuas do sul da cordilheira central andina no Peru e, durante algum tempo, pelas populações das áreas urbanas do país. Esta dança ritual, que assume a forma de uma competição, é executada durante a estação seca do ano e a sua execução coincide com fases importantes do calendário agrícola. A dança deve o seu nome às duas folhas de metal polido, semelhantes às de uma tesoura, que os dançarinos brandem na mão direita. A dança é executada em equipas e cada uma delas, formada por um dançarino, um harpista e um violinista, representa uma comunidade ou cidade específica. Para interpretar a dança, enfrentam-se duas bandas, pelo menos, e dançarinos, o ritmo das músicas tocadas pelos músicos que os acompanham têm de brandir folhas de metal e fazer passos coreográficos num duelo de dança, com acrobacias e movimentos cada vez mais difíceis. Este duelo entre os dançarinos, chamado "Atipanakuy" na língua quechua, pode durar até dez horas, e os critérios para determinar quem é o vencedor são a capacidade física dos artistas, a qualidade dos instrumentos e a competência dos músicos que acompanham a dança. Os dançarinos, vestindo trajes bordados com listras douradas, lantejoulas e pequenos espelhos, estão proibidos de entrar nas instalações de igrejas com este traje, porque as suas capacidades, segundo a tradição, são o resultado de um pacto com o diabo. Tal não impediu que a dança das tesouras se tornasse um componente valioso das festividades católicas. O conhecimento físico e espiritual implícito na dança é transmitido oralmente de professores para alunos, e cada grupo de dançarinos e músicos é uma fonte de orgulho para as pessoas que lhe deram origem.
Em 2010 a UNESCO inscreveu a "Dança das Tesouras" na lista representativa do Património Cultural Imaterial da Humanidade.